# Erwann Kermorvant
Erwann Kermorvant (* 1972 in Lorient, Bretagne) ist ein französischer Komponist. 

## Biografie
Erwann Kermorvant studierte bereits Klarinette an einem örtlichen Konservatorium, bevor er in den USA an der Grove School of Music und der UCLA Komposition studierte. Er ließ sich von Gerald Fried, Don B. Ray und Steven Scott Smalley in Filmkomposition einweisen, bevor er nach Frankreich zurückzog, um mit Mensana und Katoomka seinen ersten musikalischen Erfolg zu haben. Eine Zeit lang lebte und musizierte Kermorvant noch in Lorient, bevor er 1999 nach Paris zog, um sich als Filmkomponist zu etablieren. Nach mehreren Kurzfilmen debütierte er schließlich 2002 mit der Fernsehkomödie Les frangines.

## Filmografie (Auswahl)
- 2002: Les frangines
- 2004: 36 tödliche Rivalen (36, Quai des Orfèvres)
- 2004: Die Zauberdose (For intérieur)
- 2006: (Welt) All inklusive (Un ticket pour l’espace)
- 2009: Triff die Elisabeths! (La première étoile)
- 2010: Der Aufstand der Tannenbäume (Bloody Christmas 2: La révolte des sapins)
- 2009–2014: Braquo (Polizeifilm-Serie, drei Staffeln)
- 2011: A Gang Story – Eine Frage der Ehre (Les Lyonnais)
- 2012: Willkommen in der Bretagne (Bowling)
- 2020: Banden von Marseille (Bronx)
- 2022: Overdose